# Cot Meugoe
Cot Meugoe is een bestuurslaag in het regentschap Bireuen van de provincie Atjeh, Indonesië. Cot Meugoe telt 361 inwoners (volkstelling 2010).